# 大原孫三郎
大原 孫三郎（おおはら まごさぶろう、1880年7月28日 - 1943年1月18日）は、日本の実業家・社会事業家・慈善家。倉敷紡績および倉敷毛織（現・クラボウ）、倉敷絹織（現在のクラレ）、中国合同銀行（中国銀行の前身）、中国水力電気会社（中国電力の前身）の社長を歴任、大原財閥を築く。社会・文化事業にも熱心で、財団法人石井記念愛染園、倉紡中央病院（現・倉敷中央病院）、大原美術館、大原奨農会農業研究所（現・岡山大学資源生物科学研究所）、倉敷労働科学研究所（現・大原記念労働科学研究所）、大原社会問題研究所（現法政大学大原社会問題研究所）、私立倉敷商業補習学校（現岡山県立倉敷商業高等学校）を設立。
早稲田大学推薦校友。同志社社友。

## 来歴

### 生い立ち
岡山県窪屋郡倉敷村（現・倉敷市）の大地主で倉敷紡績（クラボウ）を営む大原孝四郎の三男として生まれる。大原家は文久年間に村の庄屋をつとめ明治の中頃には所有田畑約800町歩の大地主となった豪家である。兄が夭折したため、孫三郎が大原家の嗣子となった。
倉敷小学校、窪屋郡組合立高等小学校、閑谷黌を経て1897年（明治30年）東京専門学校（後の早稲田大学）に入学。若年は富豪の跡継ぎとして放蕩生活を送り、専門学校時代もほとんど講義には顔を出さなかった。放蕩の果てに1万5千円（現在の金額で1億円）もの借金を抱え、1901年（明治34年）父親より東京専門学校を中退のうえ倉敷に連れ戻され、謹慎処分を受けた。
謹慎中に石井十次を知り、その活動に感銘を受けた。孫三郎は社会福祉事業にも興味を示すようになり、後に工員の環境改善や農業改善に取り組んでいる。明治34年、十次の紹介で石井スエ（のち、寿恵子）と結婚。倉敷紡績に入社。工員が初等教育すら受けていないことに驚き、職工教育部を設立。1902年（明治35年）には工場内に尋常小学校を設立した。また、倉敷商業補習学校（現在の倉敷商業高校）を設立し、働きながら学ぶ工員の教育を支援した。学びたくても資金がない地元の子弟のために大原奨学会を開設。後に大原美術館の礎となるコレクションを集めた洋画家・児島虎次郎もこの奨学生となっている。
さらに同年12月から石井十次の勧めにより倉敷日曜講演を開始する。この講演は1925年（大正14年）まで76回開催され、大隈重信や三宅雪嶺、徳富蘇峰、山路愛山、安部磯雄、新渡戸稲造などの著名人が講師として招かれ、倉敷町民の間で好評を博した。
1905年（明治38年）7月、溝手文太郎からキリスト教の洗礼を受け、翌年には倉敷教会（後の日本基督教団倉敷教会）の設立人のひとりとなる。

### 実業家として

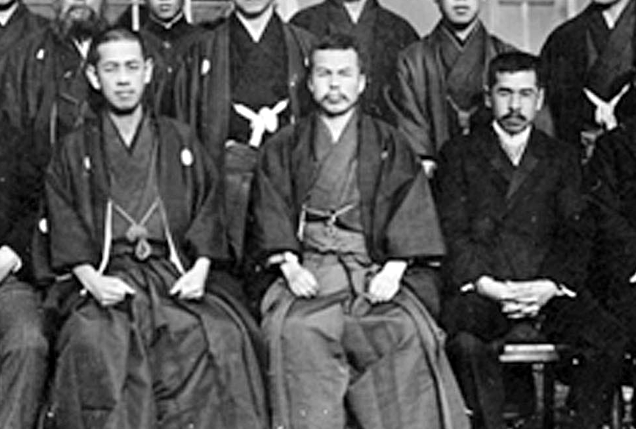
1915年、大原奨農会農業研究所にて評議員原澄治（中央）、化学部部長大杉繁（右）と

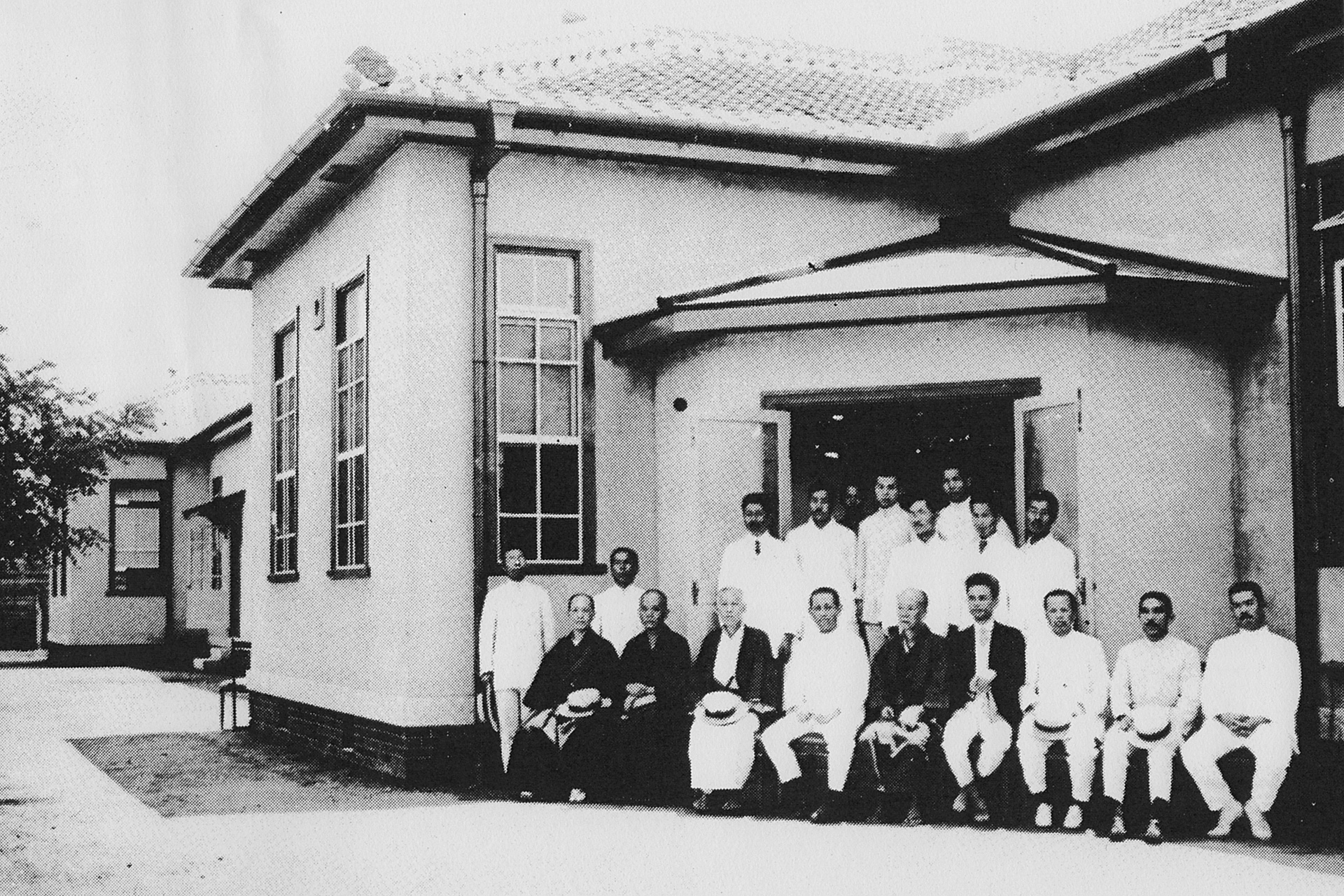
倉敷労働科学研究所（1921年）

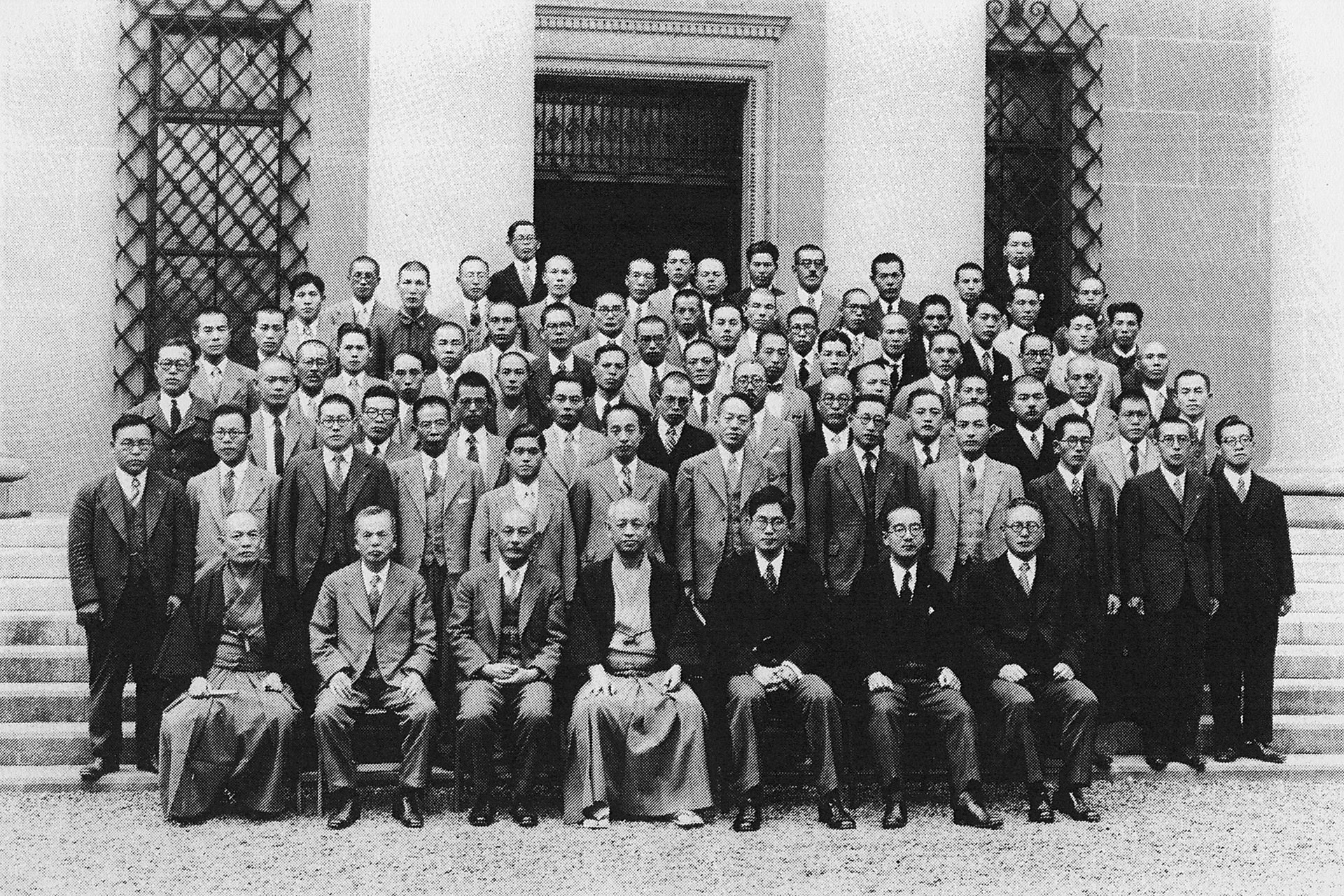
倉敷絹織株式会社新旧社長披露記念写真（1939年5月21日、前列右から3人目が大原総一郎、4人目が大原孫三郎）

1906年（明治39年）、社員寮内で感染病を出し社員数名を死亡させた責任を取る形で父が辞任したため、倉敷紡績の社長となる。就任と同時に工員の労働環境改善を図った。従来の飯場制度を廃止し、従業員の確保・食事の手当・日用品の販売等を会社が運営するよう改めた。工員の住居も集団寄宿舎から今日のような社宅に近い状態に改め、駐在医師や託児所までの設備も備えており、更には社員勧誘用の映画までも作った。また、幹部社員に大学・専門学校の卒業生を採用した。また、会社の利益のほとんどを日露戦争などで増えた孤児を救うために孤児院を支援。支援金額は現在の金額では数百億円に上ったといわれる。旧来の重役や株主は守旧的や利益主義であり当然これらの改革には反対した。これに対し後に口癖となった「わしの眼は十年先が見える」という言葉で押し切った。
1913年、坂本金弥から日刊新聞社である中国民報の経営を譲渡される。のちに山陽新報と中国民報が合併して『山陽中国合同新聞』となる（のちの山陽新聞）。
1914年（大正3年）に大原奨農会農業研究所（現在の岡山大学資源植物科学研究所の前身）を設立し、農業の改善も図った。また、1917年（大正4年）には幼稚園・小学校を傘下に置く財団法人石井記念愛染園を設立。この中に置かれた「救済事業研究室」が、社会問題の研究機関として1919年（大正8年）2月に大原社会問題研究所へと発展した。しかし、同研究所はマルクス経済学の研究が中心となり、孫三郎も特別高等警察から警戒されたため、1936年（昭和11年）に財政支援を打ち切った。大原社研は翌年東京に移転し、戦後法政大学の附置研究所となった。
1921年（大正10年）には労働環境改善の研究機関として倉敷労働科学研究所（現在の大原記念労働科学研究所）を開設した。1923年（大正12年）倉紡中央病院（現在の倉敷中央病院）を設立し、工員のみならず市民の診療も行った。同時に、倉紡中央病院附属看護婦養成所（現・倉敷中央看護専門学校）を開設。
工場を蒸気による動力から電気動力への転換を図り中国水力電気会社（現在の中国電力）を設立。中国合同銀行（現在の中国銀行）の頭取となり、地元経済界の重鎮となった。さらに1926年（大正15年）には倉敷絹織（現在のクラレ）を設立。1928年、倉敷紡績社員の子弟を預かる幼稚園として「日の丸幼稚園」を事業所内に開設（1946年に「同心幼稚園」と改称し、市民に開放する）。
1930年（昭和5年）児島虎次郎に収集を依頼した各国の美術品を収蔵する大原美術館開館。1935年（昭和10年）倉敷毛織を設立（後、倉紡に吸収合併）。1939年（昭和14年）長男の大原総一郎に企業体を引き継ぐ。翌年には中国銀行頭取からも退き、悠々自適の隠居生活に入った。
1943年（昭和18年）倉敷市新川町（現・中央1丁目）の自宅で狭心症により帰天。62歳だった。法名は恭靖院殿懿徳大観大居士。葬儀は観龍寺で行われ、鶴形山の大原家墓地に埋葬された。

## エピソード
- 趣味は書画骨董[1]。
- 小学校時代の友人に山川均がいた[10]。

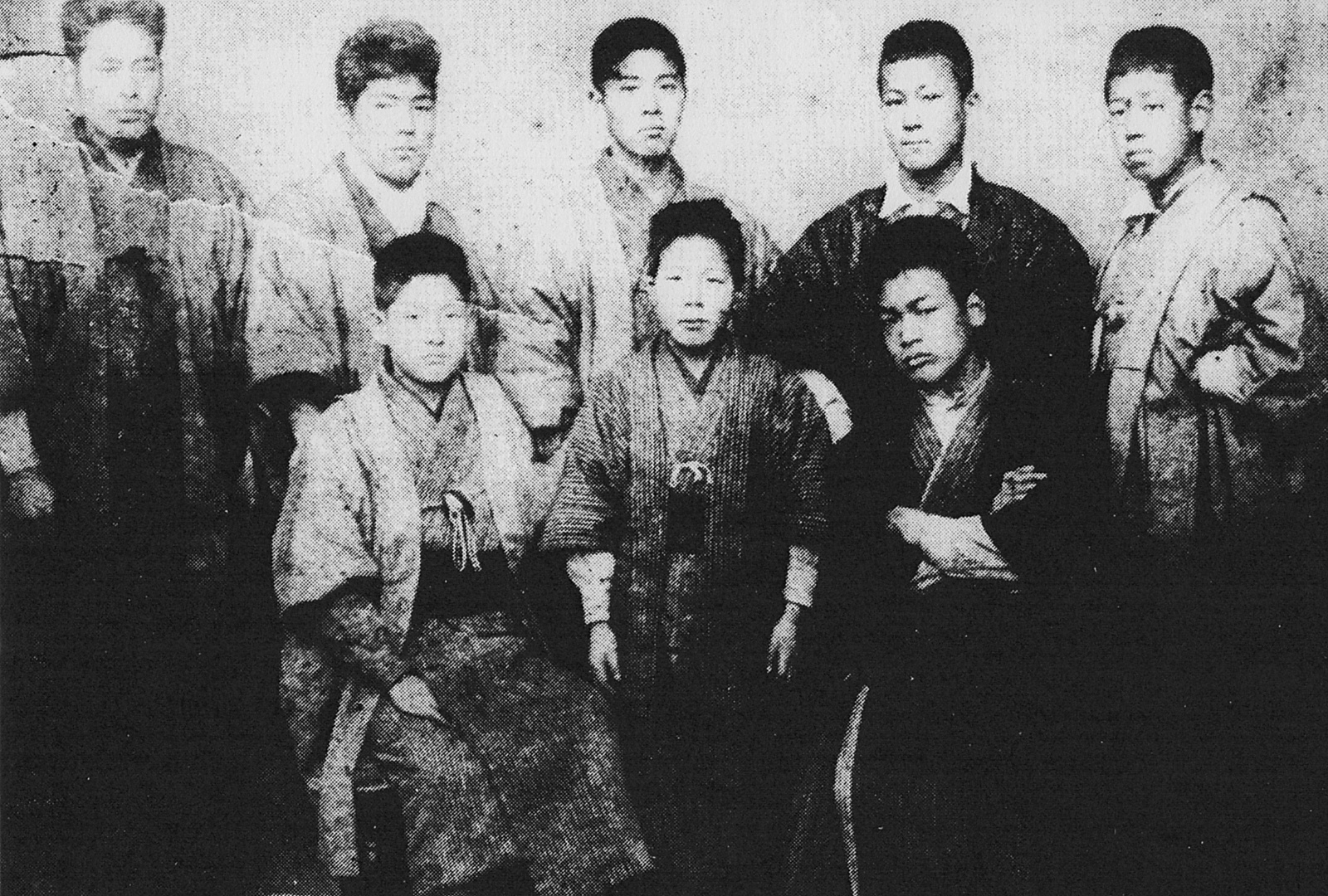
後列右から大原孫三郎、山川均（1893年頃）

- 生まれつき咽喉が弱く、長時間の演説は苦手だった[11]。

## 栄典
- 紺綬褒章（1912年10月10日）[12]
- 勲三等瑞宝章（1930年11月15日）[13]
- 大日本農会名誉章（1933年12月16日）[13]
- 学術振興功労者（1940年10月31日）[14]
- 正五位（1943年1月18日）[14]

## 親族
- 大原孝四郎（父）
- 大原恵以（母）
- 大原寿恵子（妻）
- 大原総一郎（長男）
- 大原謙一郎（孫）
- 大原れいこ（孫）
- 大原泰子（孫）
- 大原あかね（曾孫）

## 関連文献
- 城山三郎『わしの眼は十年先が見える 大原孫三郎の生涯』（飛鳥新社、1994年、新潮文庫、1997年）
- 兼田麗子『福祉実践にかけた先駆者たち－留岡幸助と大原孫三郎』（藤原書店、2003年）
- 大津寄勝典『大原孫三郎の経営展開と社会貢献』（学術叢書・日本図書センター、2004年）